# A Família Robinson (anime)
A Família Robinson (家族ロビンソン漂流記 ふしぎな島のフローネ, Kazoku Robinson Hyōryūki Fushigi na Shima no Furōne) é uma série de anime produzida pela Nippon Animation.
A história é livremente baseada no romance "Der Schweizerische Robinson" escrito pelo suíço Johann David Wyss. Tal como, ela apresenta o mesmo conjunto geograficamente impossível flora e fauna.
A personagem de Flone não está presente no romance original, onde a família Robinson é composta por apenas um pai, uma mãe e quatro filhos (sem filhas). É provável que Flone foi introduzida pela Nippon Animation como uma nova personagem para a versão do anime, a fim de atrair mais meninas como espectadoras. Também na versão do anime, o mais velho dos filhos de Robinson, Fritz, é chamado de "Franz" (embora seu nome seja alterado novamente para Fritz na dublagem inglesa), e o personagem de Jack tem três anos de idade, ao invés de dez anos de idade.
Muito popular na Europa, este anime é um dos poucos das séries World Masterpiece Theater a ser dublada em inglês para o mercado Americano. A dublagem inglesa foi feita pela PMT, Ltd, com o título simplificado como Swiss Family Robinson, e foi ao ar no canal The Family Channel nos EUA em 1989. Nesta dublagem Flone ficou coo "Becca" assim como seu irmão mais velho Franz que ficou como "Fritz." Ele pode atualmente ser visto no canal Smile of a Child.
Em Portugal, A Família Robinson foi emitida pelo canal RTP em 1988 com dobragem portuguesa.

## Enredo
A família Robinson é constituída pelo casal Ernesto e Ana, e os seus três filhos, Francisco, Flora e Jaime.
Eles são uma família unida e feliz e vivem em Berna, uma cidade na Suíça. Ernesto é um excelente médico. Um dia, recebe uma carta do Sr. Eliott, que vive na Austrália e que lhe diz que há falta de médicos naquele pais. Ernesto decide ir para a Austrália trabalhar. Apesar de algumas incertezas a família decide ir com Ernesto para a Austrália.
Durante a viagem de barco, abate-se uma terrível tempestade. Todos os passageiros são evacuados ou arrastados pelas ondas, menos os Robinson. A família consegue construir uma jangada e chega a uma ilha deserta.

## Personagens
- Flone Robinson (Becca na dublagem americana) : A principal protagonista e filha do meio da família Robinson. Flone é de espírito livre e disposta a fazer quase qualquer coisa. Ela sempre fala o que pensa, e gosta de fazer coisas novas. A história é a partir de seu ponto de vista geral que ela diz. Ela é dublada por Reba West na versão americana, e por Yoshiko Matsuo na versão japonesa.
- Franz Robinson (Fritz dublagem americana): O mais velho dos Flone e seus irmãos, tendo quinze anos e no ensino médio. Ele deseja ser um compositor de música, e se prepara para realizar esse sonho. Ele é dublado por R. Dwight na versão americana e por Toru Furuya na versão japonesa.
- Dr. Ernst Robinson: Dr. Ernst Robinson Flone é o pai de 46 anos de idade chefe da família Robinson. Ele é um médico rico que ajuda pessoas pobres que não podem pagar assistência médica. Ele decidir levar sua família para a Austrália depois de receber uma carta, deixando para trás a casa de seu pai, avô e bisavô. Ele é dublado por Jeremy Platt na versão americana e por Katsuhiko Kobayashi na primeira parte da série e mais tarde por Osamu Kobayashi em japonês na segunda parte da série.
- Anna Robinson: Flone é a mãe de Anna, é facilmente assustada com pequenos roedores, répteis, e outras coisas do tipo. Ela é a dona de casa típica, cuidando da casa e das crianças, bem como franzindo a testa sobre os caminhos despreocupados de sua filha de espírito livre, Flone, tem como o hábito de fumar perto do Capitão Morton. Ela acompanha o marido na viagem para a Austrália dizendo que ela sempre vai estar apoiando sua decisão. Ela é dublada por Wendee Swann na versão americana e por Michiko Hirai na versão japonesa.
- Jack Robinson: O mais novo. E ao contrário de sua mãe, ele parece assumir após Flone que não tem medo de nada. Ele sempre se mete em problemas de alguma forma e adora colecionar coisas de conchas de pequenos animais e répteis. Ele tem 3 anos de idade e uma voz feminina. Ele é dublado por Grace Michaels na versão americana e por Makoto Kousaka na versão japonesa.
- Brewster: Um cão São-bernardo uma vez que pertence a um capitão do navio que ele se afogou no Tufão que naufragou os Robinsons, e se torna o animal de estimação da família e cão de guarda.
- Mercedes/Meri Chri: Um Ailurops ursinus ou Phalanger (um tipo de marsupial nativo na ecozona Australásia)  que se torna um animal de estimação da família. Becca (Flone) e Jack gastam muito tempo brincando com ele. Ele também é amigo de Brewster.
- Asno/Robert: Um Asno que sobreviveu ao naufrágio e tornou-se um membro útil dos Robinsons e uma pacoteAnimal para o transporte de madeira e cana de açúcar para ajudar os Robinson. O asno mais tarde morre de Estresse questões relacionadas possivelmente à idade depois de ajudar os Robinsons, o Capitão Morton e o Tam Tam puxar o Catamarã para o oceano.
- Capitão Morton: Um mal-humorado, bebum, capitão de mar que os Robinsons descobrem vivendo em uma caverna fumando charuto. Anna desaprova seu hábito de fumar e não gosta dele fortemente no início, especialmente depois que ele tenta fazer com que Jack fume um charuto, mas gradualmente o aquece para ele. Ele é dublado por Ichiro Nagai na versão japonesa.
- Tam Tam: Um garoto jovem Aborígenes australianos que tem 9 a 10 anos de idade, e é o companheiro de Morton e torna-se bons amigos com Flone/Becca, Franz/Fritz e Jack. Ele é dublado por Yoku Shioya na versão japonesa.
- Emily: Uma jovem que se torna amiga dos Robinsons, antes de serem separados durante o Tufão. Ela é dublada por Kaoru Kurosu na versão japonesa.
- Marie: A empregada da família Robinson, que decide não acompanhar a família da Suíça para a Austrália. Ela é dublada por Satomi Majima na versão japonesa.

## Lista dos episódios
- 1. A carta
- 2. A partida
- 3. Flone muda de ideia
- 4. Até a Austrália
- 5. A capitã Flone
- 6. Um terrível tufão
- 7. Para papai não há nada impossível
- 8. Até a ilha
- 9. Uma nova família
- 10. Uma triste reunião
- 11. A floresta abandonada
- 12. O entusiasmo da minha mãe
- 13. Os olhos de Franz
- 14. Posso escutar a canção das conchas do mar
- 15. A casa na árvore
- 16. As aulas começam
- 17. O campo da minha mãe
- 18. ¡Vamos Resgatar Mercre!
- 19. Flone vai à caça
- 20. Eu vejo o barco
- 21. Tartaruga filhote
- 22. Jack é um coletor
- 23. Férias na ilha desabilitada
- 24. Flone de volta ao lar
- 25. Uma noite muito escura na ilha desabilitada
- 26. ¿Meu irmão é um arqueiro?
- 27. Espetáculo musical na ilha desabilitada
- 28. A doença de Jack
- 29. A investigação de Flone falhou-se
- 30. Um castigo um pouco grave
- 31. ¿Eu tomarei?
- 32. ¡Fizemos um barco!
- 33. Chuva, chuva, de volta
- 34. Encontrar a caverna
- 35. O segredo da caverna
- 36. Aparecem os espíritos
- 37. Novos náufragos
- 38. Um menino e uma menina
- 39. A rebelde Morton
- 40. O jovem Tom-Tom
- 41. Morton foi muito longe
- 42. Um terremoto assustador
- 43. Morton retorna
- 44. ¡Uma vez mais em um barco!
- 45. Não morra, Robert
- 46. Não deixem a cabra
- 47. Não deixem a cabra (Continuação)
- 48. ¡Adeus, ilha desabilitada!
- 49. ¡Terra à vista!
- 50. ¡Até a próxima!

## Banda sonora
- Tema de Abertura: "Hadashi no Flone 「裸足のフローネ」" (Flone Descalça) de Keiko Han.
- Tema de Encerramento: "Flone no Yume 「フローネの夢」 (O Sonho de Flone)" de Keiko Han.
- O tema de abertura em inglês foi performado por Ron Krueger.

## Dobragem Portuguesa
- Flora - Cristina Carvalhal
- Ernesto - João Lourenço
- Ana - Luísa Salgueiro
- Francisco - Francisco Pestana
- Jaime - Carmen Santos
- Tom-Tom - Teresa Sobral
- Direcção de Dobragem: João Lourenço
- Tradução: Carlota Pracana
- Som: Alberto Monteiro
- Produtor: João Mota